# 56 Cygni
56 Cygni, som är stjärnans Flamsteed-beteckning, är en ensam stjärna belägen i den mellersta delen av stjärnbilden Svanen. Den har en  skenbar magnitud på ca 5,06 och är svagt synlig för blotta ögat där ljusföroreningar ej förekommer. Baserat på parallax enligt Gaia Data Release 2 på ca 24,1 mas, beräknas den befinna sig på ett avstånd på ca 135 ljusår (ca 42 parsek)  från solen. Den rör sig närmare solen med en heliocentrisk radialhastighet av ca -22 km/s. Enligt Eggen (1998) ingår stjärnan i superhopen Hyaderna. Den har en relativt stor egenrörelse och förflyttar sig över himlavalvet med en hastighet av 0,181 bågsekunder per år.

## Egenskaper
56 Cygni är en vit stjärna i huvudserien av spektralklass A6 V. Cowley et al. (1969) klassificerade den som en Delta Delphini-stjärna, vilken är en typ av misstänkt Am-stjärna.  Den har en massa som är ca 1,7 solmassor, en radie som är ca 2,2 solradier och utsänder ca 13 gånger mera energi än solen från dess fotosfär vid en effektiv temperatur av ca 8 100 K.
56 Cygni är en misstänkt variabel, som har visuell magnitud +5,04 och varierar i amplitud med ungefär 1,5 magnituder utan någon fastställd periodicitet.
56 Cygni har en visuell följeslagare av magnitud 11,9 med en vinkelseparation av 55,4 bågsekunder vid en positionsvinkel på 48°, år 2015.